# Ancrene Wisse
Ancrene Wisse o Ancrene Riwle, conegut en anglès modern Guide of Anchoresses (guia per a anacoretes) és un tractat medieval per a religioses emparedades, escrit a inicis del segle xiii.
L’Ancrene Wisse fou compost originàriament per a tres germanes que escolliren adoptar la vida contemplativa. El tractat consta de vuit parts: la primera i l’octava versen sobre la «Regla externa», relativa a la vida pública de les emparedades. La segona i la setena part versen sobre la «Regla interna», és a dir, sobre la vida privada de les emparedades. La resta conté consells espirituals.

## Llenguatge i crítica textual
L’Ancrene Wisse fou escrit en una variant dialectal primerenca de l'anglès mitjà coneguda com «Llenguatge AB». L’«A» correspon als textos del manuscrit «Bodley MS 34» (el denominat «Grup Katherine»). La «B» correspon als textos del manuscrit «Corpus MS 402», el qual conté una de les versions d’Ancrese Wisse. El terme fou encunyat pel lingüista J. R. R. Tolkien per tal de referir-se al llenguatge comú d’ambdos manuscrits. Tolkien descrigué el llenguatge AB com «una transcripció fidel d’algun dialecte […] o d’un llenguatge estàndard» utilitzat als Midlans de l’Oest durant el segle xiii».

## Manuscrits conservats
Es conserven disset manuscrits medievals que contenen parts de l’Ancrene Wisse. D’aquests, nou foren escrits en anglès mitjà; quatre son traduccions al francès anglo-normand i els altres quatre son traduccions al llatí. L'extracte més breu és el denominat «Fragment Lanhydrock», el qual consta únicament d’un foli de pergamí. Els dotze manuscrits més rellevants es detallen a continuació:
| Versió | Versió                 | Idioma               | Data aproximada                        | Ubicació                             | Manuscrit                 |
| C      | «Cleopatra»            | Anglès mitjà         | 1225-1230                              | Biblioteca Britànica                 | Cotton MS Cleopatra C.VI  |
| N      | «Nero»                 | Anglès mitjà         | 1225-1250                              | Biblioteca Britànica                 | Cotton MS Nero A.XIV      |
| T      | «Titus»                | Anglès mitjà         | 1225-1250                              | Biblioteca Britànica                 | Cotton MS Tiberius B.I    |
| A      | «Corpus»               | Anglès mitjà         | 1225-1240                              | Corpus Christi College (Cambridge)   | MS 402                    |
| -      | «Fragmento Lanhydrock» | Anglès mitjà         | 1300-1350                              | Biblioteca Bodleiana (Oxford)        | MS Eng. th.c.70           |
| P      | «Pepys»                | Anglès mitjà         | 1375-1400                              | Magdalene College (Cambridge)        | MS Pepys 2498             |
| V      | «Vernon»               | Anglès mitjà         | 1375-1400                              | Biblioteca Bodleiana (Oxford)        | MS Eng. Poet.A.1          |
| G      | «Caius»                | Anglès mitjà         | 1350-1400                              | Gonville i Caius College (Cambridge) | MS 234/120                |
| R      | «Royal»                | Anglès mitjà         | Segle XV                               | Biblioteca Britànica                 | MS Royal 8 C.I            |
| F      | «Vitellius»            | Francès anglonormand | Inicis del segle XIV                   | Biblioteca Britànica                 | Cotton MS Vitellius F.VII |
| S      | «Trinity»              | Francès anglonormand | Finals del segle xiii i inicis del XIV | Trinity College (Cambridge)          | MS 883 (R.14.7)           |
| L      | «Latin»                | Llatí                | 1300-1350                              | Merton College (Oxford)              | MS c.i.5 (Coxe 44)        |

Tot i que es creu que cap dels manuscrits fos escrit pel seu autor original, els estudiosos daten el tractat a la primera meitat del segle xiii. La primera edició moderna completa del text, publicada per Morton l’any 1853, es basà en el manuscrit de la Biblioteca Britànica «Cotton MS Nero A. XIV». Els editors més recents han preferit utilitzar el «Corpus MS 402», conservat al Corpus Christi College de la Universitat de Cambridge, sobre el que Bella Millett ha escrit: «La seva consistència lingüística i l’alta qualitat textual generalitzada el converteixen, cada vegada més, en el manuscrit base preferit per a les edicions, traduccions i estudis de l’Ancrene Wisse». La pròpia Millett l’ha utilitzat com a base de l'edició crítica publicada en dos volums els anys 2005 i 2006. El manuscrit del Corpus Christi College és l’únic que inclou el títol d’Ancrene Wisse.
L’Ancrene Wisse fou retraduït parcialment del francés a l’anglès i incorporat al text de finals del segle xv, el Treatise of Love («El Tractat de l'Amor»).